# Босна (Болгарія)
Бо́сна (болг. Босна) — село в Силістринській області Болгарії. Входить до складу общини Ситово.

## Населення
За даними перепису населення 2011 року у селі проживали 392 особи.
Національний склад населення села:
| Національність   | Кількість осіб | Відсоток |
| ---------------- | -------------- | -------- |
| турки            | 386            | 98,5%    |
| болгари          | 3              | 0,8%     |
| цигани           | 3              | 0,8%     |
| інша             | 0              | 0%       |
| не визначились   | 0              | 0%       |
| Всього відповіли | 392            |          |

Розподіл населення за віком у 2011 році:
Динаміка населення: